# 张庆泰
张庆泰（1905年—1990年），曾用名张景云，男，辽宁沈阳人，中华人民共和国政治人物，曾任辽宁省人民委员会副省长，辽宁省政协副主席，辽宁省人大常委会副主任。